# Knut Posse (1827–1908)
Knut Posse, född den 22 maj 1827 i Stockholm, död där den 8 september 1908, var en svensk greve och sjömilitär. Han var sonsons sonson till Arvid Posse och far till Göran Posse.
Posse deltog som extra sjökadett i sjöexpeditionen med flottans fartyg 1845–1847. Han avlade sjöofficersexamen vid krigsakademien på Karlberg 1849. Posse blev sekundlöjtnant vid flottan 1849, var löjtnant i engelsk örlogstjänst 1849–1852 och blev premiärlöjtnant 1858. Han överflyttades till flottans nya reservstat 1866, blev kaptenlöjtnant vid nämnda reservstat 1868 och överflyttad till flottans indragningsstat 1874. Posse var verkställande direktör vid Trollhätte kanalverk 1874–1882. Han var ordförande för rikets ständers revisorer 1862, statsrevisor 1888–1889 och ordförande inom statsrevisionen 1890. Posse ärvde efter sin far Svanå i Harakers socken i Västmanlands län, men sålde egendomen 1848 till ett bolag, vari han blev delägare. Han blev riddare av Svärdsorden 1881. Posse vilar på Harakers kyrkogård.